# Гава (Авеста)
Гава Сугдошаяна, Гава Согдийская, Гаум (авест. Gava-, Gāum) — топоним в географии Авесты, прямо связанный с Согдом и согдийцами.

## Описание
Согласно первому фрагарду Видевдата, также традиционно называемому «географической поэмой»,  Гава, населённая согдийцами (авест. Gāum yim suγδō.šaiianəm) входит в список из 16 «наилучших» (авест. vahišta-) «местностей и областей» (авест. asah- и авест. šōiθra-), созданных Ахура-Маздой для человечества. Бедствием, созданным злым духом для Гавы называются sakaitī, причём рядом указано слово daya-.
В одном из древнейших авестийских гимнов, Мехр-яште (гимне Митре; Яшт 10.14), содержится иной список — перечень стран Аирьяшаяны (авест. airiiō.šaiiana-, обиталища ариев), где указаны шесть стран, распределённых по трём парам, и среди прочих указана пара Гава-Сугда и Хваиризем (авест. Gaom-ca Suγδəm, Xvāirizəm).

## Этимология
Значение авестийского термина Гау (авест. gāum вин. п.) доподлинно не выяснено. Абаев сопоставляет термин с осетинским хъæу, qæw в значении «поселение, деревня». Бедствие же, ниспосланное на эту страну, сакаити (sakaitī), он, вслед за А. Кристенсеном он переводит как «скифщина», под которыми подразумеваются опустошительные нападения кочевников.  А. Кристенсен выдвинул гипотезу о том, что под неясными терминами в строфах 4, 5, 6 и 8 (составляющих, по его мнению, древнейшую, метрическую часть этого фрагарда) скрываются этнические и религиозные группы, враждебные иранским зороастрийским племенам: скаити отождествляются с племенами саков, марыда — с племенами мардов, дривика — с племенами дербиков и т. д.
Другие авторы рассматривают «Гава» в сопоставлении с др.-инд. gā́m вин. п. ед. ч. от ведийского gó,
gaús, означающего «корова» (реже – «бык» или «буйвол»). 
Таким образом, «Гава» в данном контексте трактуется как нарицательное «страна скота»/«обильная коровами», а напасть sakaitī, как вредоносную для них — [многопагубные для коровы] колючки (сорняки, ядовитое растение, чертополох, по версии Семериньи), либо некое насекомое  (خرنگزه), гнус, вредоносные мухи, укусы которых вызывают падёж скота. Указанное рядом слово рядом daya-  приближают к др.-инд. dayā́- «pity for».
Этноним «Сугд», сопровождающий в текстах Авесты топоним «Гаум», исследователи, начиная с В. Томашека, возводят либо к общеиран. *suxta- «очищенный огнём» (ср. осет. sugdæg «чистый, святой» и скиф. Савлий «(ритуально) чистый»), либо, по другому мнению, к самоназванию согдийцев (swγδ, swγδ’k), восходящему к этнониму «сака», «скиф», «ашкузаи». Обельченко утверждает, что древнее население Согда — это те же саки, но ведущие оседлый образ жизни и поддерживающие теснейшие связи со своими соплеменниками. Б. Гафуров указывал, что в таджико-иранских словарях слово сугуд имеет значение «низменность, в которой собирается вода», замечая, однако, что оно могло и не являться первоначальным.
Таким образом, коннотации Gāum yim suγδō.šaiianəm разнятся от «[страны] обильной коровами, населённой согдийцами» до «поселения осенённых благодатью».

## Вопросы локализации
По господствующему в иранистике мнению, с Авестийской Гавой соотносится Согдиана греческих источников; некоторые исследователи, однако, истолковывают Гаум как нарицательное обозначение некоей «страны скота» или просто «поселения». Так, характеристика топонима как «обители сугдайцев», не позволяет однозначно отождествлять её с Согдианой, так как согдийцы жили в диаспоре по всей Средней и Центральной Азии.